# Kocaelispor
Kocaelispor je turecký fotbalový klub z města İzmit, který byl založen v roce 1966. Svá domácí utkání hraje na stadionu İsmetpaşa Stadyumu s kapacitou 12 710 diváků. Klubové barvy jsou černá a zelená.
V sezóně 2011/12 skončil na 17. místě TFF 2. lig Beyaz (turecká třetí liga – bílá skupina) a sestoupil do TFF 3. lig (čtvrtá liga).

## Úspěchy
- Türkiye Kupası (turecký fotbalový pohár) – 2× vítěz (1996/97, 2001/02)[4]